# Melissa Wu
Melissa Wu (Sydney, 3 de maio de 1992) é uma saltadora australiana, medalhista olímpica.

## Carreira
Wu conquistou a medalha de prata nos Jogos Olímpicos de Verão de 2008 em Pequim na prova de plataforma 10 m sincronizado feminino, ao lado de Briony Cole, após somarem 335.16 pontos nos cinco saltos. Nos Jogos Olímpicos de Verão de 2020 em Tóquio, conseguiu o bronze na plataforma 10 m individual, com a pontuação de 371.40.